# Списак нордијских богова
Списак нордијских богова, подељених између Аса и Вана. Линија поделе између ових група нејасна је. Упркос свему, прихваћено је да су Аси (Один, Тор, Тир итд.) ратна божанства, док су Вани (Њорд, Фреја, Фрејр) божанства плодности. Постојале су многе друге групе бића, као вилењаци, патуљци и џинови, који су могли имати посвећена светишта и култове.
- Аегир (Владар мора)
- Андримнир (кувар богова)
- Аурвандил (Звездани бог)
- Балдр (Бог лепоте, невиности и мира)
- Бор (Отац Одинов)
- Браги (Бог песништва)
- Бури (Први бог и отац Боров)
- Вали (Бог освете)
- Вар (Богиња заклетве и споразума)
- Ве (Један од три богова стварања. Брат Одинов и Вилијев)
- Видар (Бог рата, син Одинов. Преживео Рагнарок)
- Вили (Један од три богова стварања. Брат Одинов и Веов)
- Вор (Богиња свесности и мудрости)
- Гефјун (Богиња агрикултуре и плодности)
- Дагр (Бог дана)
- Делинг (Бог зоре)
- Еир (Бог лечења)
- Ели (Богиња старости)
- Инуна (Богиња младости)
- Јорд (Богиња Земље)
- Квасир (Микс 2 врсте богова настао од пљувачке, ширио знање и мудрост, од његове крви је настао Мид (mead of poetry))
- Лага (Богиња извора)
- Локи (Варалица и бог подвале)
- Лофн (Богиња страсти)
- Магни (Бог снаге и бруталне силе)
- Мани (Бог месеца)
- Миминг (Мањи-ниже рангиран шумски бог)
- Мимир (Бог знања и мудрости)
- Моди (Бог борбе)
- Нана (Богиња мира и радости, или месеца)
- Нертус (Анђеоска богиња, чистоће, плодности)
- Нот (Богиња ноћи)
- Њорд (Бог ветра и мора)
- Один (Господар Асова, бог мудрости и рата)
- Отар (Фрејин штићеник)
- Ран (Чувар утопљених)
- Сага, (Богиња прича и историје)
- Сигин (Жена Локијева)
- Сиф (Жена Торова)
- Сјефн (Богиња љубави)
- Скади (Богиња хладноће)
- Снотра (Богиња мудрости)
- Сол (Соларна богиња)
- Тир (Једноруки бог закона и хероизма)
- Тор (Бог грома и битке)
- Трудр
- Улр (Бог славе)
- Форсети (Бог правде, мира и истине)
- Фреја (Богиња љубави, сексуалности и плодности)
- Фрејр (Бог плодности)
- Фриг (Жена Одинова, богиња брака и мајчинства)
- Фула (Чуварка тајни)
- Хејмдал (Чувар Асгарда)
- Хел (Владар Хелхајма, нордијског подземља)
- Хенир (Давалац разума човеку)
- Хермод (гласник богова, син Одинов)
- Хлин (Богиња утехе)
- Ходр (Слепи бог, син Одинов)
- Хулдра (Шумско заводљиво створење слично сирени)